# Embalse de Melonares
El embalse de Los Melonares se ubica en la provincia de Sevilla (Andalucía, España). Pertenece a la cuenca hidrográfica del Guadalquivir y embalsa las aguas del río Viar. Su capacidad es de 180,4 hectómetros cúbicos (hm³), la superficie inundada es de 14,67 kilómetros cuadrados (km²) (1467 ha). La presa es de tipo arco-gravedad. El agua se dedica únicamente al abastecimiento y consumo urbano de Sevilla y su área de influencia, una población de 1 250 000 personas  distribuidas en 38 municipios.

## Historia
El proyecto de construcción del embalse de Los Melonares empieza en 1972, si bien no es hasta 1989 cuando se redacta el proyecto dirigido por el ingeniero de la Confederación Hidrológica del Guadalquivir (CHG), Juan Saura Martínez. En su concepción, la construcción tenía como objetivo aumentar el abastecimiento de agua potable al área metropolitana de Sevilla, especialmente por el impacto de la sequía de 1992-1995. En 2001 se aprueba definitivamente el proyecto después de en 1997 se resolviera como favorable la Declaración del Impacto Ambiental. Las obras para la construcción de la presa se llevaron a cabo desde 2003 hasta 2007, año en que se iniciarían las obras de la red de tuberías necesarias para unir el embalse a la red de suministro de EMASESA, las cuales fueron concluidas en julio de 2018. Las obras para la construcción de la presa fueron llevadas a cabo por las constructoras Ferrovial y Sando.

## Críticas al proyecto
La construcción del embalse de los Melonares ha recibido varias críticas.

### Necesidad del proyecto
Se ha considerado que el proyecto era innecesario, puesto que las proyecciones de demanda hasta el año 2012 que se hicieron por diversas instituciones entre 1995 y 1998 fueron excesivas. De hecho, desde el pico de demanda de 1991, el consumo ha ido descendiendo a lo largo de los años, en parte por mejoras en la conducción. En el año 2015, los niveles de demanda se situaron al nivel de 1975 a pesar de que la población aumentó en 600 000 personas en esos 40 años. Otras alternativa como el intercambio de caudales con el Consorcio del Huesna, la incorporación de recursos del acuífero Mioceno de Base de la margen derecha del Guadalquivir o la adquisición o intercambio de agua procedente de los regantes del Viar tampoco se tuvieron en cuenta a la hora de considerar la planificación. No obstante, a pesar de estas críticas, la realidad ha confirmado el acierto que supuso su construcción, en el año 2022, gracias al agua acumulada en este embalse, la ciudad de Sevilla y su área metropolitano no sufrió restricciones de agua como consecuencia de la sequía y no se repitió la dramática situación que tuvo lugar entre 1992-1995, con cortes de suministro de hasta 12 horas al día y un gravísimo deterioro de la calidad del agua que obligó a la población a consumir agua embotellada de forma habitual, llegando la situación a tal extremo que en 1995 los Servicios de Protección Civil plantearon la   posibilidad de evacuación de la ciudad de Sevilla y su área metropolitana como única solución ante la imposibilidad de garantizar el suministro básico a la población si continuaba el periodo de sequía.
 

### Aspectos económicos
Desde el punto de vista económico, el presupuesto se elevó de 73 millones de euros (de los que la Comisión Europea financiaría el 85% mediante los Fondos de Cohesión) a 128 millones. Los 80 millones de euros del presupuesto para las conducciones de agua hacia el área metropolitana fueron financiados por la Comisión Europea.

### Impacto ecológico
Otra de las críticas recibidas se debía al gran impacto ecológico que supondría para el parque natural de la Sierra Norte de Sevilla. Para su construcción, se tuvo que "inundar el último gran valle de un río no regulado de Sierra Morena sin que ello suponga, en apariencia, merma o deterioro alguno del patrimonio natural andaluz". Para mitigar el impacto del embalse el proyecto incluía una declaración de impacto ambiental, con la creación de un Área de Compensación
Ecológica de 1380 hectáreas, es decir una extensión similar a la superficie inundable con la construcción de la presa que tiene una extensión de 1467 hectáreas. Se destinaron 13 millones de euros en concepto de "restitución socioeconómica" a los municipios afectados. 